# Émile Gabory
Émile Jules Marie Emmanuel Gabory (Vallet, 17 dicembre 1872 – Vallet, 15 marzo 1954) è stato uno storico, poeta e archivista francese.

## Biografia
Nato da una famiglia di viticoltori, compì gli studi primari e secondari al collegio Saint-Stanislas à Nantes, studiò per un anno filosofia a Carnac sotto la guida dell'abbé Dejoie e ottenne la licenza in diritto. Espletò poi il servizio militare, durato due anni, al 93º Reggimento di fanteria di linea a La Roche-sur-Yon. Su consiglio del conte di Berthou, entrò all'École nationale des chartes il 7 novembre 1896. Nel 1899, studente, rimase gravemente ferito in un incidente ferroviario che fece numerosi morti nei pressi della gare de Juvisy. L'indennizzo che la compagnia ferroviaria dovette versare gli permise di visitare la Grecia, l'Egitto e la Palestina.
Entrò aIl'École des chartes col titolo di archivista-paleografo, il 30 gennaio 1902, dopo aver discusso l'anno precedente la tesi: La Marine et le Commerce de Nantes au XVIIe et au commencement du XVIIIe siècle. (1661-1715).
Il 20 aprile 1905, fu nominato archivista capo del dipartimento della Vandea, quindi di quello della Loira inferiore (1911); iniziò allora a dedicarsi agli studi storici, interessandosi alla metodologia storica. I postumi dell'incidente lo fecero riformare allo scoppio della prima guerra mondiale; si occupò allora dell'assistenza agli sfollati.
Andò in pensione il 17 febbraio 1937 e si diede alla politica a livello cittadino e dipartimentale.
Morì a Vallet il 15 marzo 1954.

## Opere principali
- Napoléon et la Vendée, 1912.
- Les Guerres de Vendée, 1912.
- Les Bourbons et la Vendée, 1923.
- La Révolution et la Vendée, 1926.
- L'Angleterre et la Vendée, 1931.
- Le Meurtre de Gilles de Bretagne, 1929.
- La Vie et la mort de Gilles de Raiz (dit, à tort, "Barbebleue"), Parigi, Librairie académique Perrin et Cie, coll. « Nouvelle collection historique. Énigmes et drames judiciaires d'autrefois », 1926.
- La Duchesse en sabots : Anne de Bretagne.
- Un département breton pendant la guerre (1914-1918). Les Enfants du Pays nantais et le XIe corps d'armée. Préface du Maréchal Foch. Parigi, 1925, Perrin éd.

### Raccolte poetiche principali
- Les Visions et les voix, 1902.
- L'édelweiss, 1904, Parigi, Vanier éd.